# Карпа Ірена Ігорівна
Ірена Карпа (нар. 8 грудня 1980, Черкаси, Українська РСР) — українська письменниця, співачка, журналістка та телеведуча. Учасниця Євромайдану. Від жовтня 2015 року по липень 2019 року — перша секретарка з питань культури посольства України у Франції. Член Українського ПЕН. 

## Біографія
Народилася 8 грудня 1980 року в Черкасах. Через два роки родина переїхала до Івано-Франківська, а звідти — в Яремче на Прикарпатті. Молодша сестра Галина Карпа — письменниця, співзасновниця і екс-шеф-редакторка артжурналу «Аж», авторка книги оповідань «Ппппппп». Карпа вчилася у художній школі. Щоліта відвідувала бабусю в Черкасах і у 11-річному віці твердо перейшла на спілкування українською на той час в російськомовних або суржикомовних Черкасах. Однолітки глузували, перекручуючи українські слова і називаючи її “селючкою”, проте вона не піддавалася тиску.
У 1998 році вступила до Київського національного лінгвістичного університету на відділення французької філології. Закінчивши навчання у 2003 році, отримала ступінь магістра іноземної філології за спеціальністю «англійська та французька мови». Темою її дипломної роботи були «Прояви архетипу Великої Матері в романах Мішеля Уельбека „Елементарні частинки“ і Юрка Іздрика „Подвійний Леон“».
У травні 2008 року одружилася з київським журналістом і письменником Антоном Фрідляндом. Влітку 2009 року розлучилася і одружилася з американським фінансистом Норманом Полом Генсеном у Сан-Франциско. У серпні 2010 року в Берліні народила дочку Корену-Джіа. У липні 2011 року в Барселоні народила дочку Кайю. У березні 2014 року в інтерв'ю Катерині Осадчій Карпа сказала, що розійшлася з Генсеном. У жовтні 2015 року в новому інтерв'ю Осадчій зазначила, що вони не розлучалися і у них «цивілізовані американо-європейські відносини». Тоді ж прокоментувала чутки про стосунки з російським політтехнологом Ігорем Шуваловим, заявивши, що підтримує з ним дружбу. У жовтні 2018 року повідомлено про шлюб Карпи з громадянином Франції Людовиком-Кирилом Требюше.
Ірена Карпа часто подорожує: перший раз поїхала до Франції у 20 років, близько року прожила на Яві в Індонезії, після цього була у Домініканській республіці й у Кордильєрах (на медовому місяці з Фрідляндом), у королівстві Мустанг у Непалі, у Гімалаях, Бутані та Індії, у Піренеях.

## Музична діяльність

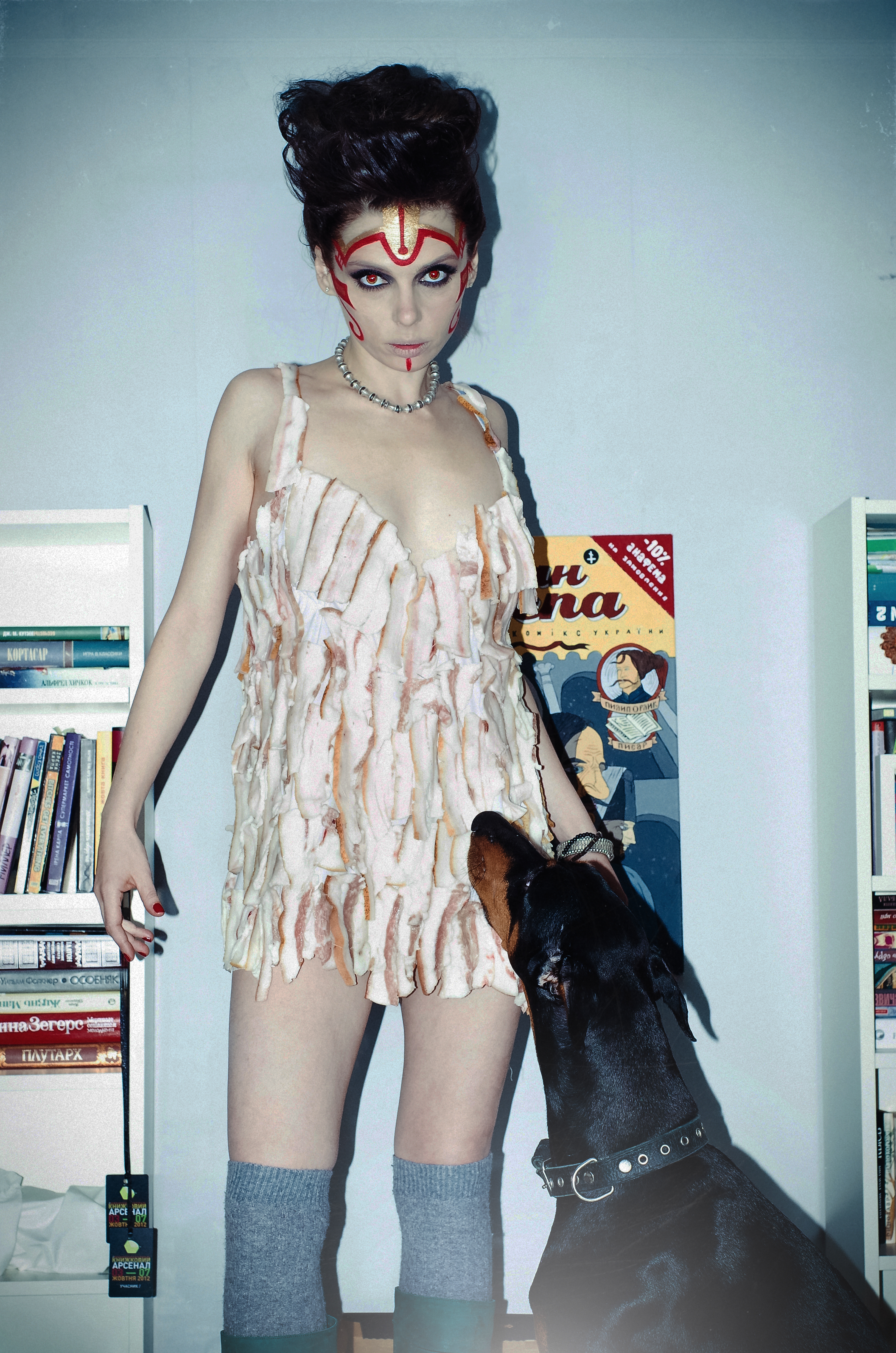
Ірена Карпа перед розігрівом концерту Меріліна Менсона у Києві, 2012

Ще у школі Карпа брала участь у духовому ансамблі. У 16 років записала першу пісню «Я чекатиму». Займалася вокалом під час навчання в університеті. В цей час познайомилася з Олегом Артимом, гітаристом і лідером гурту «Фактично Самі». Записавши з ним як експеримент електронний трек «Повітря», Карпа незабаром приєднується до «Фактично Самих» і стає вокалісткою і басисткою гурту. Перший альбом «D.дькова гра» був підпільно записаний за три ночі на студії, де працював Артим.
Після першого альбому до гурту увійшов друг Карпи Артур Данієлян, який перейняв роль басиста. У 2000 році вони втрьох починають запис другого альбому «Б. П. П. (Болєзні Пєвчіх Птіц)», завершеного 2001 року вже на власній студії Fuck!Submarine. Наступний альбом «Космічний вакуум» був записаний роком пізніше. Тоді ж був записаний і дебютний кліп на пісню «Код» з «Космічного вакууму».
У 2003 році Карпа записала вокальні партії відразу для двох наступних альбомів і поїхала на рік в Індонезію. За її відсутності Артим і Данієлян продовжили роботу над альбомами, а до гурту приєдналася віолончелістка Євгенія Смолянінова. Наприкінці 2004 року був виданий Kurva Cum Back, за ним у 2005 році вийшов альбом «Lo-Fi TRавми». Його супроводжував всеукраїнський тур разом з новим барабанщиком Андрієм Когутом.
У 2007 році «Фактично Самі» випустили раніше записаний «Космічний вакуум» і змінили назву на Qarpa. Вже в новій якості гурт в тому ж році представив альбом «IN ЖИР». Одну з пісень, «Клей», написав лідер «Скрябіна» Андрій Кузьменко, а в пісні «Леді Ду» разом з Карпою співає вокаліст «Тартака» Сашко Положинський.
У вересні 2011 року у київському клубі Crystal Hall пройшла презентація альбому «& I made a man». Альбом писався протягом 10 років і включив пісні англійською, іспанською та французькою. За жанром це мікс із трип-хопу, європопу, індастріалу і латини. У грудні 2012 року Карпа з гуртом виступила на розігріві концерту Меріліна Менсона в Києві, вийшовши на сцену в сукні з сала.
У травні 2015 року Qarpa випустила альбом «Made in China», а в липні презентувала кліп «Розмір має значення» на пісню «Допобачення» з альбому. В листопаді 2015 року гурт виступив на спільному концерті з Kozak System у київському клубі «Sentrum», виконавши треки з «Made in China».
16 лютого 2024 року Ірена записала спільний кліп "Виживи" з гуртом Жадан і Собаки .

## Літературна діяльність

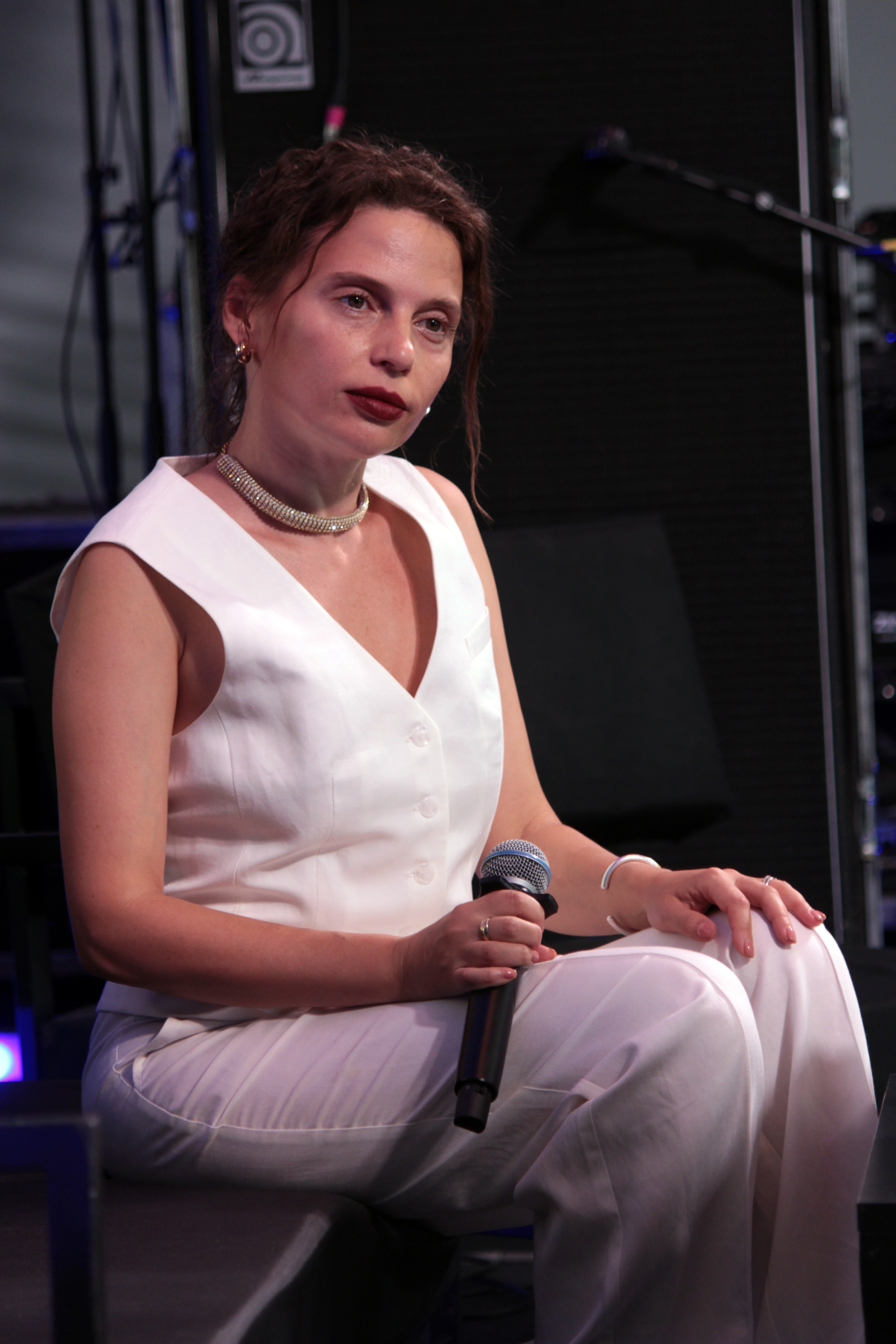
Ірена Карпа на Книжковому арсеналі 2021

У 2001 році колишній продюсер гурту «Фактично Самі» Олег «Мох» Гнатів (який згодом став продюсером «Перкалаби») показав тексти Карпи своєму знайомому Юрію Іздрику, головному редактору літературного журналу «Четвер». В результаті у «Четверзі» була опублікована спочатку розповідь «Білявчік», а потім «Сни Ієріхона». Тоді ж Карпа почала друкуватися в молодіжному журналі «Молоко», де до 2009 року під псевдонімом «Соя Лось» вела рубрику про секс.

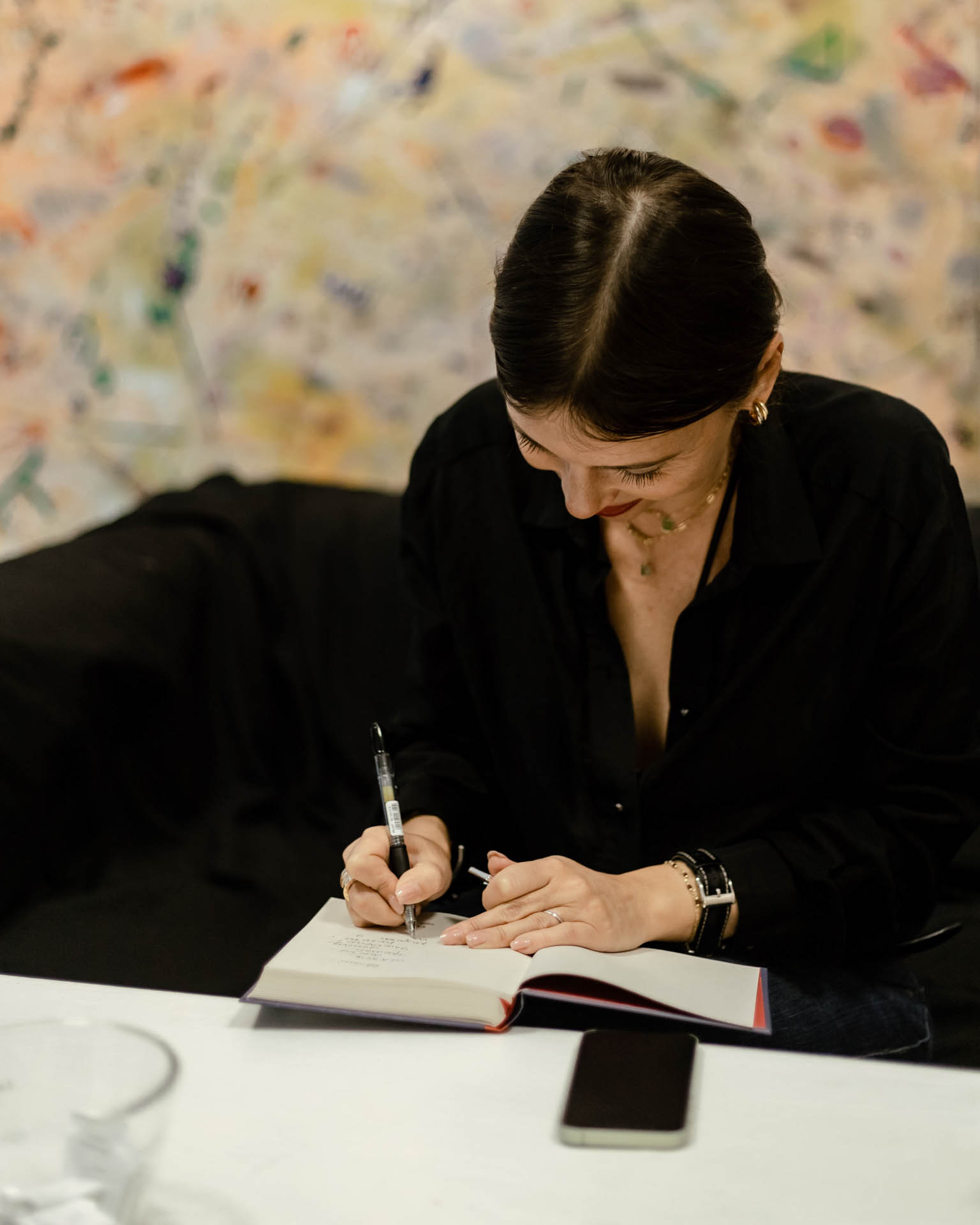
Ірена Карпа в Польщі, 2022

Перша книга Ірени Карпи — «Знес Паленого» — була видана в 2002 році в Івано-Франківську. До неї, зокрема, увійшли повість «50 хвилин трави» та оповідання «Сни Ієріхона». Ці ж твори разом з розповіддю «Ґанеша и Синкопа» та інтерактивним романом «Полювання в Гельсінкі» склали книгу «50 хвилин трави», видану в 2004 році видавництвом «Фоліо». У тому ж році «Фоліо» видало роман «Фройд би плакав», що став підсумком подорожі Карпи Південно-Східною Азією. Четвертою її книгою став ще один роман — «Перламутрове Порно (Супермаркет самотності)», який вийшов у 2005 році у видавництві «Дуліби», а п'ятою — роман «Bitches Get Everything», виданий у 2006 році «Клубом сімейного дозвілля» (КСД).
У 2006 році вийшов польський переклад роману «Фройд би плакав», а також чеський і болгарський переклади роману «Перламутрове Порно», а 2007 року — польський переклад «50 хвилин трави» та російський переклад «Перламутрового Порно». У 2008 році КСД перевидав «Перламутрове Порно» під назвою «Супермаркет самотності. Перламутрове порно» і випустив нову книгу Карпи — «Добло і Зло», представлену на Форумі видавців у Львові. «Добло і Зло» складається з двох частин — «Привид моєї школи» з короткими сценками з дитинства та «Планета тьолок» з історіями з дорослого життя. На початку 2009 року книга «Добло і Зло» отримала антипремію «Золота булька». У той же час, за рейтингом читачів журналу «Корреспондент», книга увійшла в десятку найкращих українських книг 2009 року.

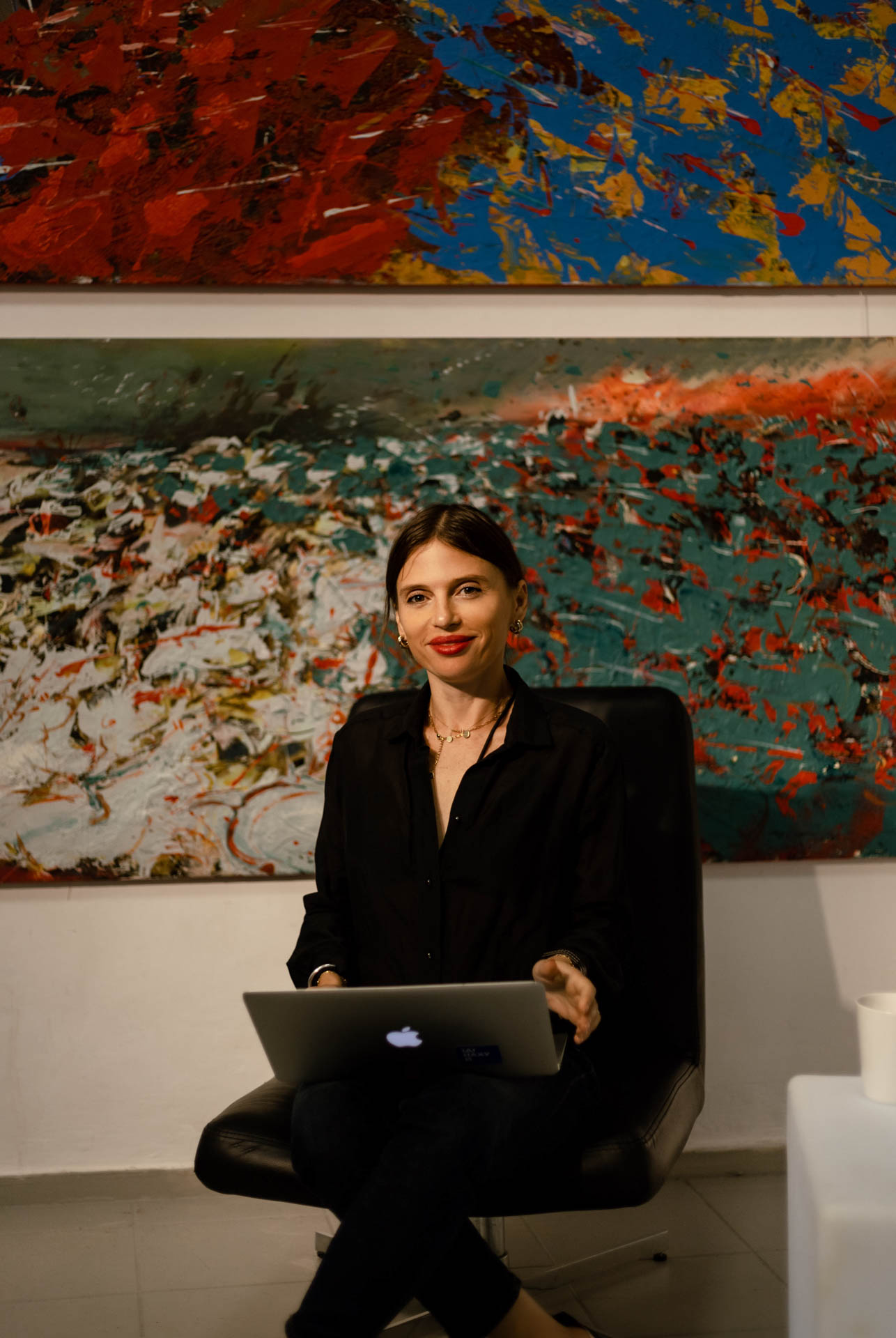
Ірена Карпа в Польщі, 2022

У 2010 році новела Карпи «Цукерки, фрукти і ковбаси» увійшла до збірки «Декамерон. 10 українських прозаїків останніх десяти років», випущеної до ювілею видавництва КСД. У вересні 2011 року вийшла книга «Піца „Гімалаї“». Карпа написала її, перебуваючи в Гімалаях, і охарактеризувала її зміст як «діалог християнства з буддизмом». У 2012 році КСД зробив ще одне перевидання Карпи — «Bitches Get Everything» під назвою «Суки отримують все» — і випустив її нову книгу «З Роси, з Води і з Калабані». В останній з іронією описується життя в Яремчі в останні роки СРСР і після здобуття Україною незалежності, а також історії української дівчини Кропиви на заробітках у Парижі. Книга посіла перше місце у топ-5 продажів видавництва КСД на «Книжковому арсеналі».
У 2013 році стартував інтерактивний проєкт письменниці «Історії моїх жінок», створений, щоб жінки могли поділитися своїми історіями з іншими. Незабаром вийшло однойменне періодичне видання. У 2014 році вийшла збірка Карпи «Письменниця, співачка, мандрівниця», до якої увійшло інтерв'ю з Карпою, її колумністика і свіжа есеїстика. У тому ж році вийшла книга «Baby travel. Подорожі з дітьми або, Як не стати куркою» з іронічними історіями про подорожі різними країнами світу разом з дітьми. Навесні 2015 року Карпа уклала збірку «Волонтери. Мобілізація добра», яка включила кілька творів самої Карпи, а також вірші, оповідання й есе інших українських авторів. У 2019 році, після тривалої паузи, Карпа представила новий роман «Добрі новини з Аральського моря». Книга була представлена на IX Міжнародному фестивалі «Книжковий арсенал». Видавництво «Книголав» назвало роман найпопулярнішою книгою фестивалю. Понад 1 000 примірників було куплено відвідувачами.

## Кіно і телебачення
У 2005 році Карпа на короткий час стала ведучою програми SexCetera (проєкт Playboy) на ICTV. У 2006 році пробує себе як акторка («Аутизм», реж. Анпілогов, Україна; «Компот», реж. Якушенков, Росія) і режисерка короткометражного кіно «Kyiv. Limited Edition», представленого на кінофестивалі «Молодість».
Карпа також вела програму «Перша експедиція» (рубрика «Бортове чтиво») на телеканалі «Інтер», поки її не закрили у 2007. У вересні 2007 року стала обличчям нового каналу «MTV Україна» як ведуча випусків новин MTV News. У вересні 2008 року перейшла на канал «Україна» як хронікерка телепрограми «Шустер live». Наприкінці 2012 року вела програму «Наші в Раші» на «Новому каналі», присвячену російським зіркам шоу-бізнесу з українським корінням.
У грудні 2022 року в прокат вийшла романтична комедія «Сусідка» Наталії Пасеницької за сценарієм Ірени Карпи, головні ролі у якій виконали Ксенія Мішина і Артемій Єгоров.

## Політична діяльність

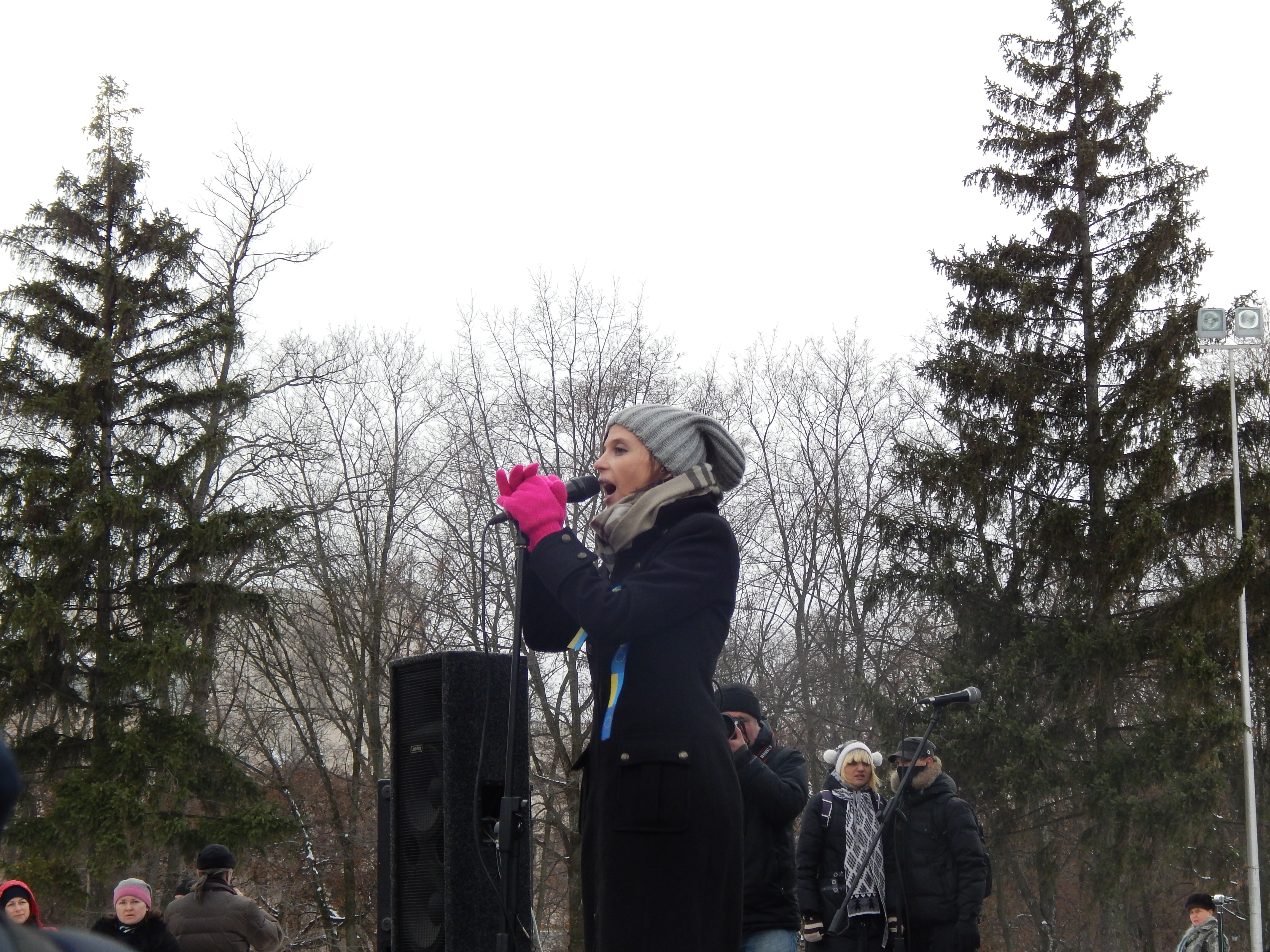
Ірена Карпа на Євромайдані в Харкові (2013)

Напередодні президентських виборів 2004 року Ірена Карпа підписала «Відкритий лист дванадцяти аполітичних літераторів про вибір і вибори» проти Януковича і на підтримку Ющенка. У лютому 2010 року брала участь у протесті проти рішення Конституційного суду України визнати неконституційною постанову уряду, яка зобов'язувала загальноосвітні навчальні заклади «у робочий час постійно застосовувати українську мову». Під час візиту президента Януковича до Берліна у серпні 2010 року Карпа організувала там пікет проти згортання демократії в Україні. До дня народження екс-прем'єрки Юлії Тимошенко у листопаді 2011 року, яка перебувала в ув'язненні, Карпа сфотографувалася з косою у стилі Тимошенко і висловилася на її підтримку. У жовтні 2012 року брала участь у художньо-адвокаційному проєкті «Відкритий світ для відкритої України», присвяченому проблемам отримання європейських віз українцями.
Під час Євромайдану була активною учасницею протестів, регулярно виступала зі сцени, влаштовувала розпродаж свого гардероба для збору коштів на Майдан, їздила в регіони для підтримки місцевих мітингів, готувала їжу протестувальникам і вивозила поранених. У березні 2014 року записала відеозвернення до жителів Криму з осудом російської агресії. У серпні—вересні 2014 року Карпа продала свій кабріолет Peugeot і провела кілька благодійних концертів гурту Qarpa для допомоги українським військовим у зоні АТО. Восени того ж року разом з сайтом podrobnosti.ua випустила серію мультфільмів про «ватників» і «вишиватників».
У жовтні 2015 року Ірена Карпа призначена першою секретаркою з питань культури посольства України у Франції. У 2016 році виступила кураторкою низки заходів у Парижі, зокрема виставки політичної карикатури Юлії Носар «25 неприємних малюнків», виставки українських художників «Crimée — Lviv: Enjoy!», українського артпавільйону на фестивалі «Береги Європи». У травні 2018 року на Паризькій книжній ярмарці вручила президенту Франції Еммануелю Макрону книгу незаконно ув'язненого в Росії українського режисера Олега Сенцова — збірку «Оповідання» у французькому перекладі.

### Інше
Знімалася в еротичних фотосесіях для журналів FHM (листопад 2004 року), Penthouse (серпень 2005 року) і Playboy (липень 2007 року). Восени 2009 року проводила в компанії «Кругозір» майстер-класи з кулінарії і тайського масажу. У 2015 році взяла участь у шоу «Селекція» радіостанції «Джем ФМ» і сайту Cultprostir.

## Нагороди
- Гран-прі конкурсу молодих письменників «Гранослов» (1999)[76]
- Премія Best Ukrainian Awards у номінації «Наймодніша письменниця» (2006)[76]

## Музичні альбоми
- D.дькова гра (1999)
- Б. П. П. (2001)
- Космічний вакуум (2001)
- Kurva Cum Back (2004)
- Fuckтично Самі (Best Of 1995–2004) (2004)
- Lo-Fi TRавми (2005)
- IN ЖИР (2007)
- & I Made A Man (2011)
- Made in China (2015)